# Ben Avon (Berg)
Der Ben Avon ist ein 1.171 m (3.842 ft) hohes Bergmassiv in Schottland. Die Bedeutung seines gälischen Namens Beinn Athfhinn ist unsicher. Vermutet wird eine Ableitung vom gälischen Abhainn, dem Wort für „Fluss“, oder Ath fionn, was sinngemäß mit sehr helle Furt übersetzt werden kann. Meist wird der Name in etwa mit Berg des Leuchtenden oder Berg des sehr Hellen übersetzt. Der Hauptgipfel des Ben Avon, der Leabaidh an Daimh Bhuide ist als Munro und Marilyn eingestuft. Sein gälischer Name lässt sich in etwa mit Bett des gelben Hirschs übersetzen. Das weitläufige Massiv des Ben Avon liegt auf der Grenze zwischen den Council Areas Aberdeenshire und Moray im Osten der zentralen Cairngorms etwa 10 Kilometer nördlich von Braemar und fast 30 Kilometer südöstlich von Aviemore.
Das Massiv des Ben Avon erstreckt sich in den östlichen Cairngorms über eine Fläche von gut 30 Quadratkilometern. Der Ben Avon besitzt ein sehr weitläufiges, fast durchwegs auf über 1000 Meter liegende Gipfelplateau, das sich gut vier Kilometer sowohl in Nord-Süd- wie in Ost-West-Richtung erstreckt. Wie der benachbarte Beinn a’ Bhùird wirkt der Ben Avon aus den meisten Richtungen sehr massiv und teils abweisend mit überwiegend moderat abfallenden breiten, von Heide und Moorland geprägten Hängen. Lediglich auf der Nordwestseite fällt das Plateau mit bis zu 300 Meter hohen, steilen und felsdurchsetzten Hängen in das Slochd Mòr ab, ein Seitental des Glen Avon, dem Tal des River Avon. Auf dem Plateau liegen mehrere Gipfel, die teils aus mehrere Meter hohen, von weitem sichtbaren und auffälligen Klippen aus Granit gebildet werden. Der Leabaidh an Daimh Bhuide als höchster Gipfel liegt im Nordwesten des Massivs. Südlich liegt der 1089 Meter hohe Carn Eas, östlich des Leabaidh an Daimh Bhuide liegen weitere, teils namenlose Granitklippen, darunter der 1119 Meter hohe Clach Coutsaich und der 1120 Meter hohe Stùc Gharbh Mhòr. Nordöstlich liegen der 1122 Meter hohe Mullach Lochan nan Gabhar und der 1076 Meter hohe Stob Bac an Fhurain. Hinzu kommen nordöstlich wie südöstlich weitere, deutlich niedrigere Vorgipfel. Westlich des Plateaus liegt, durch einen kurzen, als The Sneck bezeichneten Sattel getrennt, das Gipfelplateau des 1197 Meter hohen, ebenfalls als Munro eingestuften Beinn a’ Bhùird.

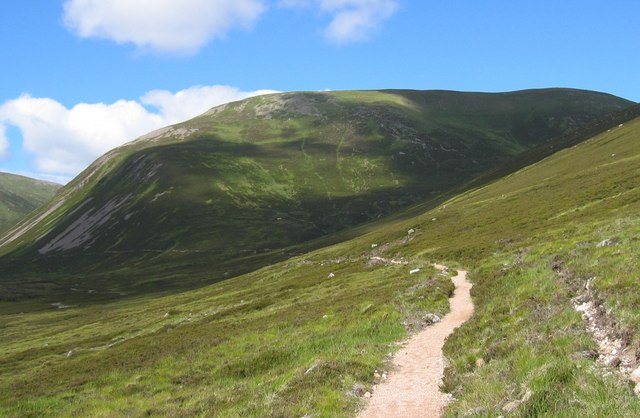
Blick aus dem oberen Glen Quoich von Süden auf den Carn Eas, den südlichen Nebengipfel des Ben Avon
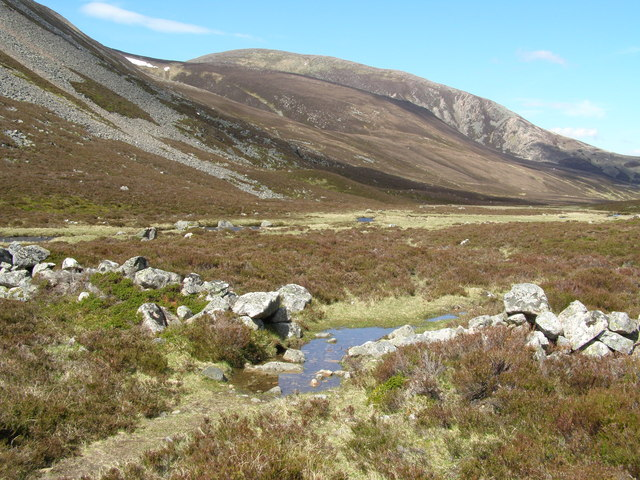
Blick von Osten aus dem oberen Glen Gairn auf den Stùc Garbh Mhòr, einen der östlichen Nebengipfel des Ben Avon
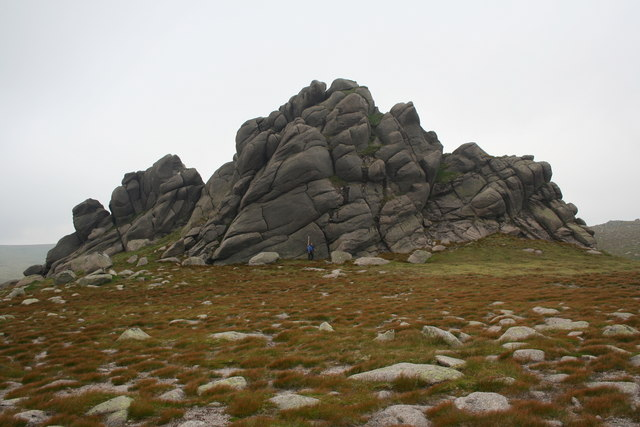
Clach Choutsaich, eine der weiteren Granitklippen auf dem Plateau des Ben Avon
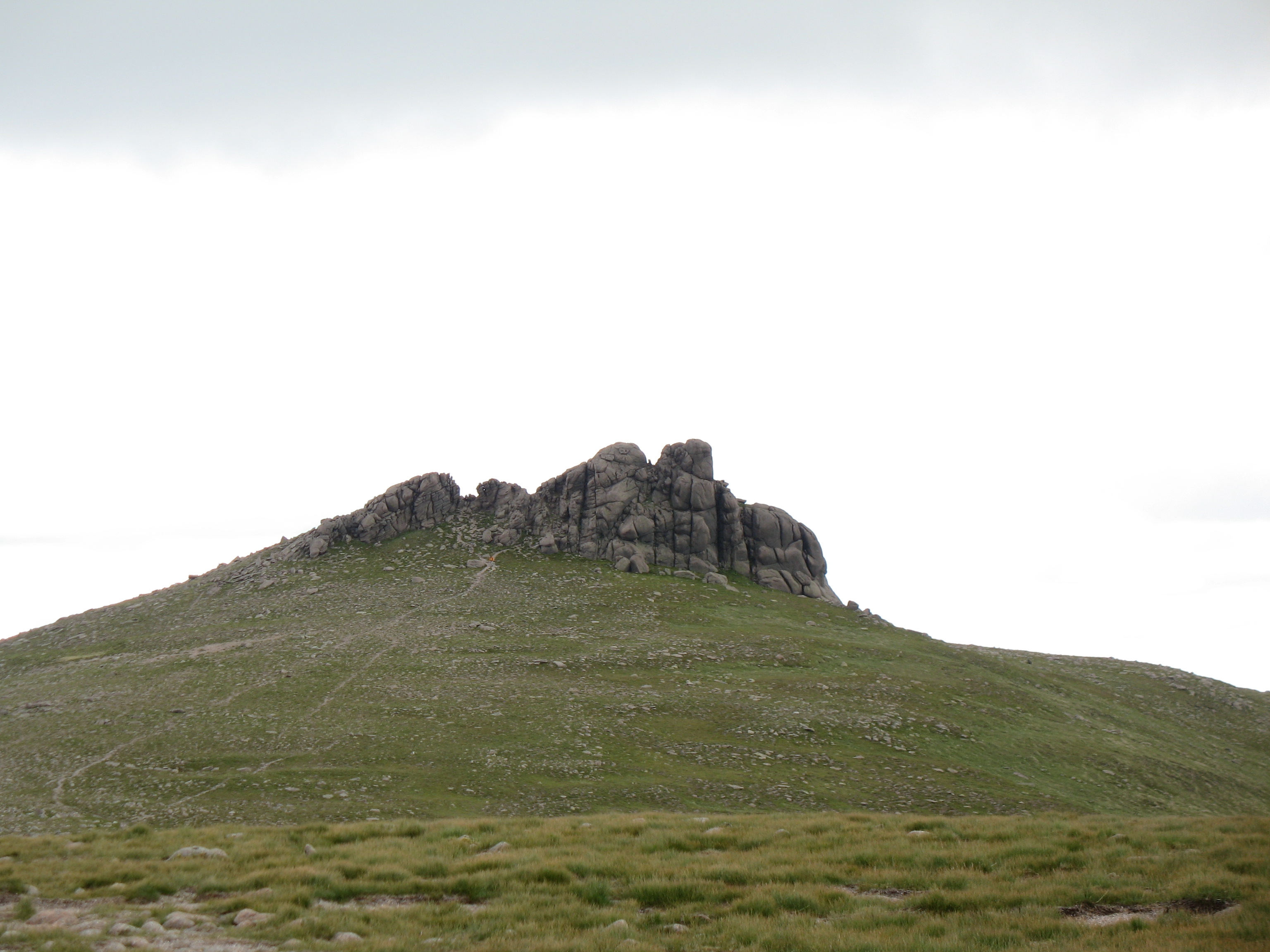
Leabaidh an Daimh Bhuide, die Gipfelklippen des Ben Avon

Durch seine Lage inmitten der unbesiedelten Berglandschaft der Cairngorms weitab öffentlicher Straßen erfordern alle Besteigungen des Ben Avon lange Anmärsche. Von Munro-Baggern am meisten genutzt wird der Zugang aus Richtung Südosten. Ausgangspunkt ist die kleine Ansiedlung Keiloch an der A93 östlich von Braemar. Von dort führt der Weg in das Gleann an t-Slugain, der Allt an t-Slugain ist ein Nebenfluss des Dee. Über einen niedrigen Sattel am oberen Talende wird das obere Glen Quoich erreicht, an dessen Talschluss The Sneck, der Verbindungsgrat zwischen dem Beinn a’ Bhùird und dem Gipfelplateau des Ben Avon erreicht wird. Alternativ kann auch im Tal des Dee das Ende der Fahrstraße von Braemar bei den als Linn of Quoich bezeichneten Wasserfällen des Quoich Water kurz vor der Mündung in den Dee als Ausgangspunkt genutzt werden. Dieser etwas längere Zustieg führt durch das gesamte Glen Quoich. Aus Richtung Norden oder Osten ist der Ben Avon jeweils weit über 20 Kilometer von öffentlichen Straßen entfernt, aus diesen Richtungen ist daher für eine Besteigung in der Regel ein Biwak erforderlich.